# Forța de muncă (Star Trek: Voyager)
„Forța de muncă” (titlu original: „Workforce”) este un episod în două părți din al șaptelea sezon (și ultimul) al serialului TV american științifico-fantastic Star Trek: Voyager și al 162-lea și al 163-lea episod în total. A avut premiera la 21 februarie 2001 (partea I) și 28 februarie 2001 (partea a II-a) pe canalul UPN.

## Prezentare
Membrii echipajului navei Voyager sunt manipulați prin tehnici de spălare a creierului pentru a accepta noi slujbe pe o planetă industrializată, care se confruntă cu o lipsă acută a forței de muncă. Doar Chakotay, Kim, Neelix (care se aflau în misiune) și Doctorul (care, în absența echipajului, a devenit Holograma de Comandă Urgentă) îi mai pot salva.
Chakotay și Neelix se angajează pe noua planetă și încearcă să-și salveze colegii ce suferă de amnezie - însă aceștia nu vor să plece.

## Actori ocazionali
- James Read - Jaffen
- Don Most - Kadan
- John Aniston -Ambasador Quarran
- Iona Morris - Umali
- Tom Virtue - Supervisor
- Michael Behrens - Coyote
- Robert Joy - Inspector Yerid
- Jay Harrington - Dr. Ravoc
- David Keith Anderson - Ens. Ashmore
- Akemi Royer - Med Tech
- Matthew Williamson - Security Officer #2
- Robert Mammana - Guard (part II)
- Damara Reilly - Alien Surgeon (part II)
- Joseph Will - Security Officer #3 (part II)
- Majel Barrett - Narator